# Anjali Lama
Anjali Lama est un mannequin et une militante LGBTI népalaise. En 2017, elle a été la première femme transgenre à défiler à la Lakmé Fashion Week, à Bombay, en Inde.

## Enfance
Anjali Lama est née en 1985, sous le nom de Navin Waiba, dans le District de Nuwakot au Népal. Elle est la cinquième d'une fratrie de sept enfants. Son père est fermier. Très jeune, elle a une préférence pour les activités féminines et la compagnie des femmes. « Depuis mon enfance, je me suis toujours intéressée aux tâches ménagères et je me promenais aux alentours avec mes sœurs et ma mère. Les gens m'embêtaient parce que je passais mon temps avec les femmes et que je me comportais comme une fille. À l'école aussi, je me liais plus facilement d'amitié avec les filles et je les fréquentais plus souvent. J'ai été harcelée à cause de ça. J'étais déprimée mais je n'ai pas arrêté d'étudier ».

## Coming out
En 2003, ayant terminé sa scolarité, elle part à Katmandou pour poursuivre des études. Elle comprend qui elle est en regardant un reportage à la télévision népalaise : « Un jour, nous étions en train de regarder la télé chez un ami et il y a eu une émission sur les personnes transgenres. Pendant que les autres ridiculisaient ces hommes portant du maquillage qui se comportaient comme des femmes, je me sentais plus heureuse que j'ai jamais été. Il y en avait d'autres comme moi. Oui ! » Elle suit des séances de thérapie dans un centre communautaire. Elle s'identifie alors comme fille, s'habille comme telle et entame sa transition. En 2005, elle est contrainte de faire son coming out :  « ma famille l'a appris de quelqu'un de mon village et ils m'ont interrogée sur tout ça, c'est alors que je l'ai admis. Il y a eu une minute de silence de leur part, puis ils m'ont dit que tout était fini entre eux et moi ». À partir de 2006, elle s'engage pour la cause LGBTI au sein de la Blue Diamond Society .

## Carrière
En 2007, elle remporte le titre de « Miss Charming » lors d'un concours de beauté pour femmes transgenres. En 2009, dans le cadre d'un article sur les personnes transgenres, elle apparaît en couverture de Voice of Woman, un magazine diffusé à l’échelle nationale . Elle rejoint une agence de modèles et en 2010, elle défile pour la première fois comme mannequin pour un créateur de mode local. Toutefois, elle n'est pas payée et continue de travailler comme serveuse.
En 2016, elle s'installe à Bombay et passe à trois reprises des auditions afin de prendre part à la Lakmé Fashion Week. Après deux tentatives infructueuses, elle intègre une équipe de modèle. En février 2017, elle participe au défilé d'ouverture pour Monisha Jaising, devenant ainsi la première modèle transgenre à participer à cet évènement en Inde. « Jusqu'à présent, mon meilleur souvenir a été lorsque j'ai été sélectionnée pour la LFW. je ne pourrais jamais l'oublier ».
Dans les mois qui suivent, elle fait la couverture de Elle India et de L'Officiel India. Elle a également été présentée dans Harper's Bazaar, Vogue India, Femina India, le Huffington Post ou encore CNN.
Cette réussite n'empêche pas qu'elle soit confrontée à de la discrimination tant sur le plan professionnel que sur le plan personnel : elle ne parvient pas à trouver un logement dans Bombay et doit résider chez un ami. Un an après son apparition à la Lakmé Fashion Week, son agence interrompt son contrat et elle n'en trouve aucune qui veuille lui donner du travail. Finalement, sur les conseils d'une maquilleuse de Vogue, elle contacte et intègre Feat.Artists, une autre agence qui travaille et promeut des modèles LGBTI.
En 2018, elle est récompensée comme « Agent du changement » par le prix QG.
En 2019, elle est nommée « modèle de l'année » aux « Vogue Beauty Awards » et au « Grazia Millenial Award ». Elle est également recrutée pour une campagne locale de la marque Calvin Klein. Elle défile à la Lakme Fashion Week Winter.
Anjali Lama a défilé pour nombreux créateurs de mode indiens dont Tarun Tahillani, Rohit Bal, Falguni Shane Peacock, Manish Malhotra, Monica Jaysing, Sabyasachi, Abujani Sandeep Khosla, Rajesh Pratab Singh, Gaurav Gupta et Raw Mango. Elle a également travaillé pour la marque Calvin Klein, Puma et Levi's.